# گراند آنس، نیوبرانزویک
گراند آنس (به انگلیسی: Grande-Anse) یک منطقهٔ مسکونی در کانادا است که در منطقه گلاستر واقع شده‌است. گراند آنس ۲۴٫۴۲ کیلومتر مربع مساحت و ۷۳۸ نفر جمعیت دارد.